# جاستن ليستير (مصارع رياضي)
جاستن ليستير (بالإنجليزية: Justin Lester) هو مصارع رياضي أمريكي، ولد في 30 سبتمبر 1983 في آكرون في الولايات المتحدة.

## وصلات خارجية
- جاستن ليستير على موقع قاعدة بيانات المصارعة الدولية (الإنجليزية)
- جاستن ليستير على موقع أوليمبيديا (الإنجليزية)